# Млыны (Ивано-Франковская область)
Млыны (укр. Млини) — село в Надворнянской городской общине Надворнянского района Ивано-Франковской области Украины.
Население по переписи 2001 года составляло 250 человек. По состоянию на 2021 год в селе не осталось ни одного жителя. Занимает площадь 0.88 км². Почтовый индекс — 78423. Телефонный код — 03475.